# Aphonopelma
Aphonopelma là một chi nhện trong họ Theraphosidae. Het geslacht kent zo'n 90 soorten die allemaal voorkomen in Noord-Amerika, Centraal-Amerika en Nam Mỹ.

## Các loài
Chi này gồm các loài:
- Aphonopelma aberrans (Chamberlin, 1917)
- Aphonopelma anax (Chamberlin, 1940)
- Aphonopelma anitahoffmannae Locht et al., 2005
- Aphonopelma apacheum Chamberlin, 1940
- Aphonopelma armada (Chamberlin, 1940)
- Aphonopelma arnoldi Smith, 1995
- Aphonopelma baergi Chamberlin, 1940
- Aphonopelma behlei Chamberlin, 1940
- Aphonopelma belindae Gabriel, 2011
- Aphonopelma bicoloratum Struchen, Brändle & Schmidt, 1996
- Aphonopelma bistriatum (C. L. Koch, 1838)
- Aphonopelma braunshausenii Tesmoingt, 1996
- Aphonopelma breenei Smith, 1995
- Aphonopelma brunnius Chamberlin, 1940
- Aphonopelma burica Valerio, 1980
- Aphonopelma caniceps (Simon, 1891)
- Aphonopelma chalcodes Chamberlin, 1940
- Aphonopelma chamberlini Smith, 1995
- Aphonopelma chambersi Smith, 1995
- Aphonopelma clarki Smith, 1995
- Aphonopelma clarum Chamberlin, 1940
- Aphonopelma coloradanum (Chamberlin, 1940)
- Aphonopelma cookei Smith, 1995
- Aphonopelma cratium Chamberlin, 1940
- Aphonopelma crinirufum (Valerio, 1980)
- Aphonopelma crinitum (Pocock, 1901)
- Aphonopelma cryptethum Chamberlin, 1940
- Aphonopelma duplex (Chamberlin, 1925)
- Aphonopelma echinum (Chamberlin, 1940)
- Aphonopelma eustathes (Chamberlin, 1940)
- Aphonopelma eutylenum Chamberlin, 1940
- Aphonopelma gabeli Smith, 1995
- Aphonopelma geotoma (Chamberlin, 1937)
- Aphonopelma gertschi Smith, 1995
- Aphonopelma griseum Chamberlin, 1940
- Aphonopelma gurleyi Smith, 1995
- Aphonopelma hageni (Strand, 1906)
- Aphonopelma harlingenum (Chamberlin, 1940)
- Aphonopelma helluo (Simon, 1891)
- Aphonopelma hentzi (Girard, 1852)
- Aphonopelma hesperum (Chamberlin, 1917)
- Aphonopelma heterops Chamberlin, 1940
- Aphonopelma hollyi Smith, 1995
- Aphonopelma iodius (Chamberlin & Ivie, 1939)
- Aphonopelma iviei Smith, 1995
- Aphonopelma joshua Prentice, 1997
- Aphonopelma jungi Smith, 1995
- Aphonopelma lanceolatum (Simon, 1891)
- Aphonopelma latens (Chamberlin, 1917)
- Aphonopelma levii Smith, 1995
- Aphonopelma lithodomum Chamberlin, 1940
- Aphonopelma marxi (Simon, 1891)
- Aphonopelma minchi Smith, 1995
- Aphonopelma moderatum (Chamberlin & Ivie, 1939)
- Aphonopelma mojave Prentice, 1997
- Aphonopelma mooreae Smith, 1995
- Aphonopelma mordax (Ausserer, 1871)
- Aphonopelma nayaritum Chamberlin, 1940
- Aphonopelma odelli Smith, 1995
- Aphonopelma pallidum (F. O. P.-Cambridge, 1897)
- Aphonopelma paloma Prentice, 1993
- Aphonopelma pedatum (Strand, 1907)
- Aphonopelma phanum Chamberlin, 1940
- Aphonopelma phasmus Chamberlin, 1940
- Aphonopelma platnicki Smith, 1995
- Aphonopelma prosoicum Chamberlin, 1940
- Aphonopelma punzoi Smith, 1995
- Aphonopelma radinum (Chamberlin & Ivie, 1939)
- Aphonopelma reversum Chamberlin, 1940
- Aphonopelma rothi Smith, 1995
- Aphonopelma rubropilosum (Ausserer, 1871)
- Aphonopelma ruedanum Chamberlin, 1940
- Aphonopelma rusticum (Simon, 1891)
- Aphonopelma sandersoni Smith, 1995
- Aphonopelma schmidti Smith, 1995
- Aphonopelma sclerothrix (Valerio, 1980)
- Aphonopelma seemanni (F. O. P.-Cambridge, 1897)
- Aphonopelma serratum (Simon, 1891)
- Aphonopelma smithi Smith, 1995
- Aphonopelma stahnkei Smith, 1995
- Aphonopelma steindachneri (Ausserer, 1875)
- Aphonopelma stoicum (Chamberlin, 1925)
- Aphonopelma sullivani Smith, 1995
- Aphonopelma texense (Simon, 1891)
- Aphonopelma truncatum (F. O. P.-Cambridge, 1897)
- Aphonopelma vogelae Smith, 1995
- Aphonopelma vorhiesi (Chamberlin & Ivie, 1939)
- Aphonopelma waconum (Chamberlin, 1940)
- Aphonopelma wichitanum (Chamberlin, 1940)
- Aphonopelma xanthochromum (Valerio, 1980)
- Aphonopelma zionis Chamberlin, 1940